# Beke Antal (kántor)
Beke Antal (Balmazújváros,  1853. július 7. – Hajdúböszörmény, 1911. július 8.) kántor-orgonista.

## Életútja
Atyja református tanító volt. Középiskoláit és zenei tanulmányait Debrecenben, majd Budapesten végezte. 1872-ben Hajdúhadházra, 1888-ban Hajdúböszörménybe választották meg kántor-orgonistának. Tagja volt a Országos Zeneszövetségnek.
Néhány cikket írt a debreceni Ev. Protestans Lapba (1878.) és a Zenelapba.

## Munkája
- Elemi zene- és énektan rövid kivonatban felsőbb népiskolák számára. Debreczen, 1878.

### Kéziratban
Zenetanítói előadás a tanítóképezdében (1879.) és Az Orgona építése c. munkái.